# Красногорск (кинокамера)

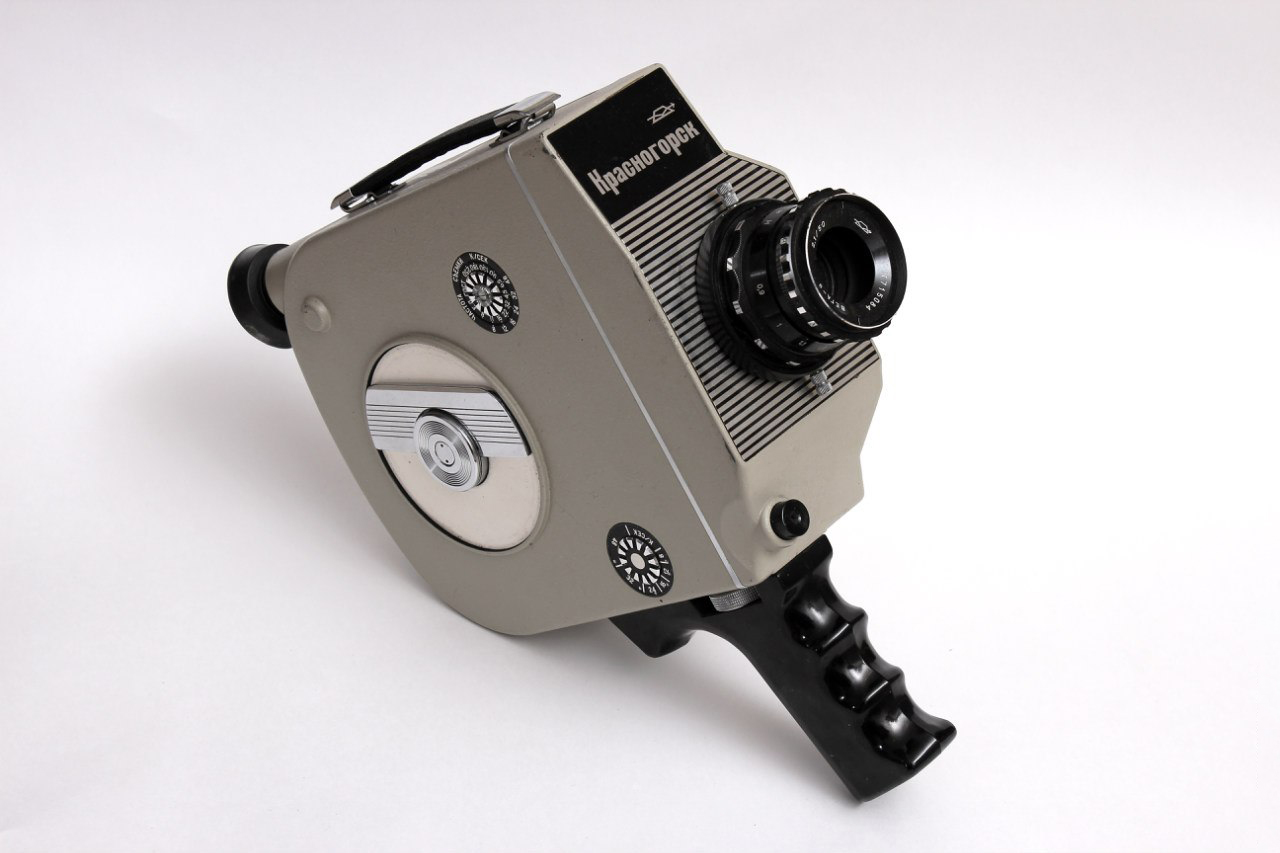
«Красногорск-1»

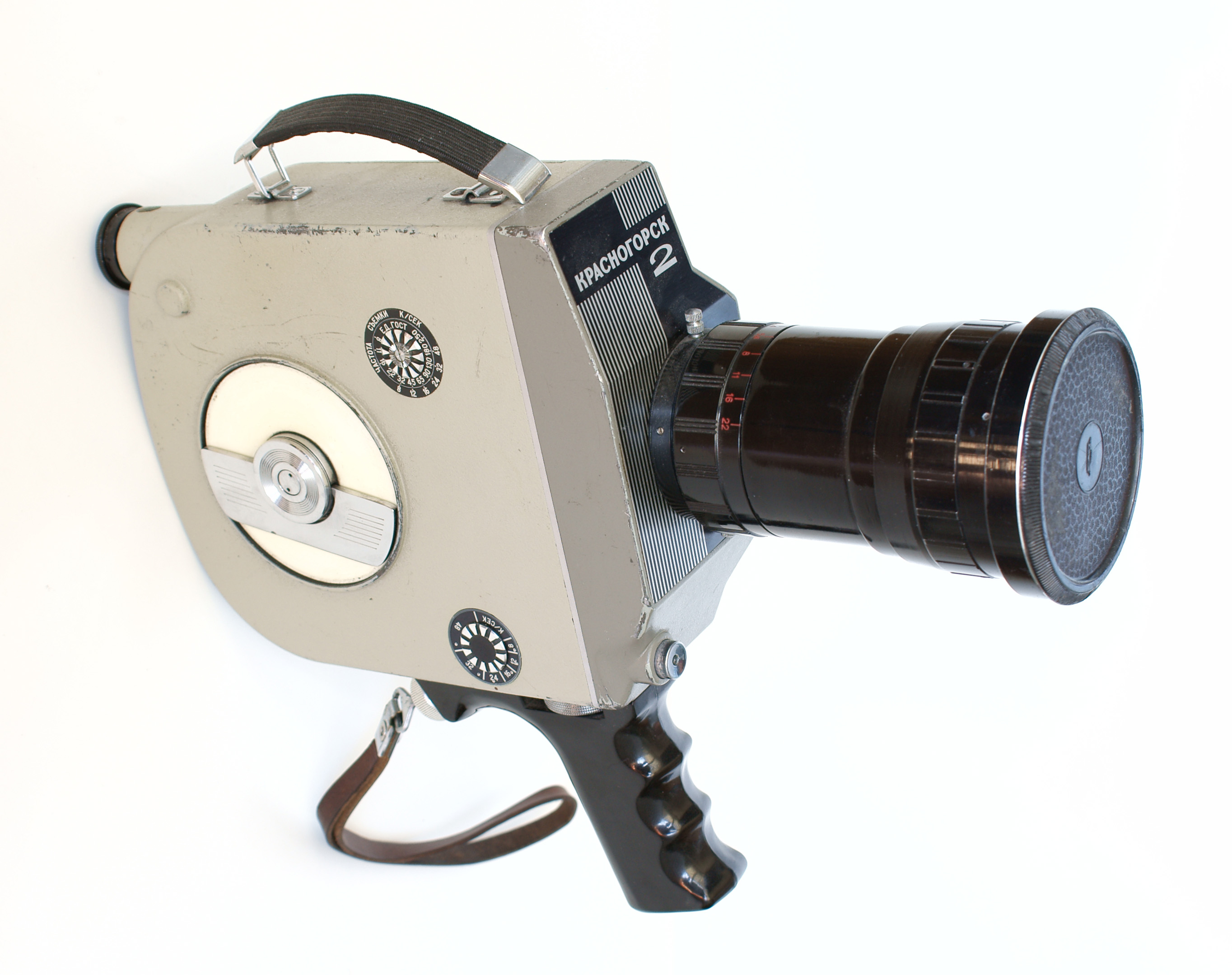
Красногорск-2

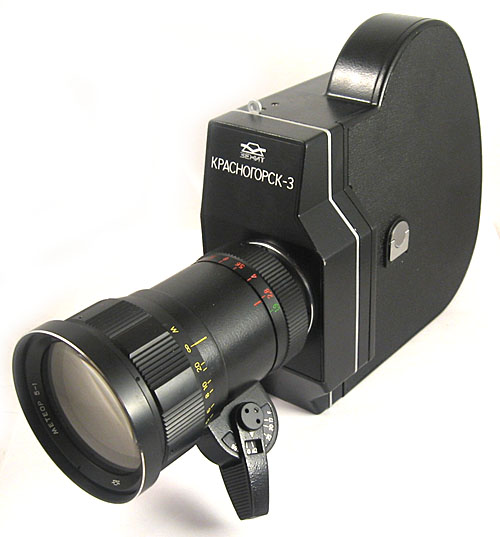
Красногорск-3

«Красного́рск» — семейство узкоплёночных любительских киносъёмочных аппаратов с зеркальным обтюратором, выпускавшихся Красногорским механическим заводом с 1966 до начала 1990-х годов. Все аппараты семейства рассчитаны на 16-мм киноплёнку с односторонней или двухсторонней перфорацией, и оснащались заобъективным экспонометром.

## Модели семейства
Пожалуй, самым известным и самым массовым любительским киносъёмочным аппаратом советской эпохи можно по праву назвать «Красногорск». Это был один из самых совершенных любительских киносъёмочных аппаратов, оснащённый сопряжённым визиром с зеркальным обтюратором и пружинным приводом. Провинциальные телестудии до появления портативных видеокамер даже использовали «Красногорск» для съёмок сюжетов кинохроники, наряду с профессиональными аппаратами «Кинор 16СХ-2М», доступными только центральным телестудиям.
Прототипом семейства в 1965 году стала камера «Красногорск» 16ЛК, обладавшая несколько иной формой корпуса, чем у последующих моделей. Это была первая любительская кинокамера с зеркальным обтюратором, выпущенная в СССР. В дальнейшем семейство включало в себя аппараты «Красногорск-1», «Красногорск-2», «Красногорск-3» и «Красногорск-4» в порядке выхода моделей на рынок.
Первые два аппарата оснащались внутренней полуторной кассетой на 30 метров 16-мм киноплёнки, которую можно было перезаряжать в аппарат как в начале рулона, так и в любом другом его месте. При этом засвечивался короткий отрезок киноплёнки, находящийся в лентопротяжном тракте аппарата за пределами кассеты. В модели «Красногорск-3», ставшей впоследствии самой массовой, от такой кассеты решили отказаться в пользу бобинной зарядки. Ёмкость бобины также была равна стандартному ролику киноплёнки длиной 30 метров. Такая же схема зарядки применялась в аппарате «Красногорск-4».

## Техническое описание
Все аппараты оснащались однозубым односторонним грейфером без контргрейфера, позволявшим заряжать киноплёнку как с двухсторонней, так и с односторонней перфорацией.
Сменные объективы в переходной оправе оригинальной конструкции имели байонетное крепление, унаследованное от профессиональной камеры 16СП. В некоторых источниках такой тип крепления называется «Красногорский байонет». Поздние выпуски «Красногорска-3» имели резьбовое крепление объективов, аналогичное креплению оптики фотоаппаратов «Зенит». Аппараты «Красногорск-2» и «Красногорск-3» оснащались объективом с переменным фокусным расстоянием «Метеор-5» («Метеор-5-1» в резьбовом варианте). «Красногорск-4» отличался от «Красногорска-3» объективом с переменным фокусным расстоянием «16ОПФ-1.2000» с десятикратным изменением масштаба изображения — таким же объективом комплектовался профессиональный «Кинор 16СХ-2М».
«Красногорск-1» комплектовался объективами с постоянным фокусным расстоянием. В качестве основного объектива использовался «Вега-7» f/2 с постоянным фокусным расстоянием 20 мм. Сменные объективы в комплекте — широкоугольный «Мир-11» 2/12,5 и телеобъектив «Вега-9» 2,1/50. Объектив Вега-9 рассчитан М. Д. Мальцевым.
Зеркальный двухлопастный обтюратор нижнего расположения с постоянным углом раскрытия (150° в сумме) обеспечивал сквозное визирование и наводку на резкость вручную по фокусировочному экрану (матовому стеклу) или по шкале дистанций съёмочного объектива. Также в видоискателе отображалась стрелка полуавтоматической установки экспозиции. Встроенный TTL-экспонометр производил отбор света от полупрозрачной грани светоделительной призмы, размещённой в оптическом тракте лупы сквозного визирования. Такое устройство позволяло обеспечивать точность экспозиции, достаточную даже для цветной обращаемой киноплёнки, особенно чувствительной к ошибкам. Измерение происходило при остановленном механизме, поскольку работающий обтюратор искажал показания, но при определённом навыке оператор мог осуществлять коррекцию даже непосредственно в момент съёмки.
Лентопротяжный тракт всех «Красногорсков» состоял из грейферного механизма, комбинированного зубчатого барабана с прижимными роликами и фрикциона наматывателя. Частота киносъёмки имела регулировку в пределах от 8 до 48 кадров в секунду. Кроме того, аппараты обладали возможностью покадровой (цейтраферной) съёмки при помощи гибкого спускового тросика.
Пружинный привод обеспечивал протяжку 5 метров киноплёнки за один завод.
Аппараты могли крепиться к штативу при помощи стандартного винта 3/8" и снабжались пистолетной рукояткой с плечевым упором.

## Современное использование
В настоящее время камеры этого семейства пользуются спросом за рубежом, как наиболее дешёвая киносъёмочная аппаратура с зеркальным обтюратором. Существуют переделки под форматы Супер-16 и Ультра-16 с посадкой оптики PL и «кварцованными» приводами.